# Sint Pietersberg & Jekerdal
Sint Pietersberg & Jekerdal is een Nederlands Natura 2000-gebied met Habitatrichtlijn en een tweede verzameling, gedeeltelijk aansluitend, deelgebieden met de aanduiding Habitatrichtlijn groeve in de Nederlandse provincie Limburg in de gemeente Maastricht.